# Marina de Guevara
Marina de Guevara, född 1517 i Treceño, död 8 oktober 1559 i Valladolid, var en spansk nunna som brändes på bål av den spanska inkvisitionen i den andra auto-da-fé som hölls i Valladolid den 8 oktober 1559, anklagad för att vara lutheran.